# Gymnopilus weberi
Gymnopilus weberi là một loài nấm thuộc họ Cortinariaceae.